# Накамура, Синсукэ
Синсу́кэ Накаму́ра (яп. 中邑 真輔; род. 24 февраля 1980, Минеяма, Киото) — японский рестлер и бывший боец смешанных боевых искусств. На данный момент выступает в WWE на бренде SmackDown.
Накамура известен по своей работе в New Japan Pro-Wrestling (NJPW), где он является бывшим трехкратным чемпионом IWGP в тяжёлом весе, причем его первое чемпионство произошло в возрасте 23 лет и 9 месяцев, что сделало Накамуру самым молодым чемпионом IWGP в тяжёлом весе. Среди других его достижений в компании — победы на G1 Climax (2011) и New Japan Cup (2014).
До своего дебюта в основном ростере WWE Накамура выступал в бренде NXT, где стал двукратным чемпионом NXT. В январе 2018 года Накамура выиграл матч «Королевская битва», а позже дважды выиграл титул чемпиона Соединённых Штатов WWE. Он впервые выиграл титул интерконтинентального чемпиона WWE в 2019 году. С июля 2021 года по октябрь того же года Накамура называл себя Королём Накамурой, так как владел короной «Короля ринга», хотя он не выигрывал турнир.
Накамура также выступал в смешанных единоборствах, достигнув рекорда 3-1 (1).

## Личная жизнь
Накамура женат и имеет одного ребёнка. С 2003 года он является заядлым серфингистом. В детстве его любимым рестлером был Дзюсин Лайгер.

## Титулы и достижения
- The Baltimore Sun
  - Матч года в WWE (2016) пр. Сами Зейна на NXT TakeOver: Dallas[3]
- New Japan Pro-Wrestling
  - Чемпион 3-го пояса IWGP (1 раз)[4]
  - Чемпион IWGP в тяжёлом весе (3 раза)[5]
  - Интерконтинентальный чемпион IWGP (5 раз)[6][7][8][9][10]
  - Командный чемпион IWGP (1 раз) — с Хироси Танахаси[4]
  - Чемпион IWGP U-30 в открытом весе (1 раз)[4]
  - Чемпион NWF в тяжёлом весе (1 раз)[4]
  - Командный турнир за 10 000 000 иен (2004) — с Хироёси Тэндзаном[4]
  - G1 Climax (2011)[11]
  - G1 Tag League (2006) — с Масахиро Тёно[5]
  - National District Tournament (2006) — с Кодзи Канемото
  - New Japan Cup (2014)[12]
  - Teisen Hall Cup Six Man Tag Team Tournament (2003) — с Хиро Сайто и Тацутоси Гото[4]
  - Yuko Six Man Tag Team Tournament (2004) — с Голубым Волком и Кацухико Накадзимой[4]
  - Награда самой ценной команде в тяжёлом весе (2005) с Хироши Танахаси[13]
  - Награда «Новая волна» (2003)[14]
  - Лучший командный бой (2004) с Хироёси Тэндзаном против Кацуёри Сибаты и Масахиро Тёно 24 октября[15]
  - Награда за технику (2004)[15]
- Nikkan Sports
  - Награда за лучший матч года (2009) против Хироси Танахаси 8 ноября[16]
  - Награда за лучший матч года (2014) против Кадзутики Окады 10 августа[17]
  - Награда за выдающиеся достижения (2003)[18]
  - Награда за технику (2012)[19]
- Pro Wrestling Illustrated
  - Самый популярный рестлер года (2016)[20]
  - № 5 в топ 500 рестлеров в рейтинге PWI 500 в 2015[21]
- Tokyo Sports
  - Награда за лучший бой (2013) против Коты Ибуси 4 августа
  - Награда за лучший бой (2014) против Кадзутики Окады 10 августа[22]
  - Награда новичку года (2003)[23]
  - Награда за технику (2012)[24]
- Wrestling Observer Newsletter
  - Самый харизматичный (2014, 2015)[25][26]
  - Матч года в рестлинге (2015) против Коты Ибуси 4 августа[25]
  - Рестлер года (2014)[26]
  - Зал славы Wrestling Observer Newsletter (2015)[27]
- WWE
  - Чемпион NXT (2 раза)[28]
  - Интерконтинентальный чемпион WWE (2 раза)[29]
  - Командный чемпион WWE SmackDown (1 раз) — с Сезаро[30]
  - Чемпион Соединённых Штатов WWE (3 раза)[31]
  - Победитель «Королевской битвы» (2018)[32]
  - Премия по итогам года NXT (2 раза)
    - Мужчина-рестлер года (2016)[33]
    - Рестлер года (2016)[33]

## Статистика в смешанных единоборствах
| Боёв 5          | Побед 3 | Поражений 1 |
| --------------- | ------- | ----------- |
| Сдачей          | 3       | 1           |
| Не состоявшихся | 1       | 1           |

| Результат    | Рекорд  | Соперник        | Способ                               | Турнир                      | Дата             | Раунд | Время | Место                      | Примечание |
| ------------ | ------- | --------------- | ------------------------------------ | --------------------------- | ---------------- | ----- | ----- | -------------------------- | ---------- |
| Победа       | 3–1 (1) | Алексей Игнашов | Болевой приём (удушение предплечьем) | K-1 MMA - Romanex           | 22 мая 2004      | 2     | 1:51  | Сайтама, Сайтама, Япония   |            |
| Не состоялся | 2–1 (1) | Алексей Игнашов | Без результата                       | K-1 Premium 2003 Dynamite!! | 31 декабря 2003  | 3     | 1:19  | Нагоя, Айти, Япония        |            |
| Победа       | 2–1     | Шэйн Эйтнер     | Болевой приём (захват на руку)       | Jungle Fight 1              | 13 сентября 2003 | 1     | 4:29  | Манаус, Амазонас, Бразилия |            |
| Победа       | 1–1     | Ян Нортдж       | Болевой приём (удушение гильотиной)  | NJPW - Ultimate Crush       | 2 мая 2003       | 2     | 3:12  | Токио, Япония              |            |
| Поражение    | 0–1     | Даниэль Грейси  | Болевой приём (захват на руку)       | Inoki Bom-Ba-Ye 2002        | 31 декабря 2002  | 2     | 2:14  | Сайтама, Сайтама, Япония   |            |